# 梅渓湖東駅
梅渓湖東駅（ばいけいこひがしえき）は、中華人民共和国湖南省長沙市岳麓区にある長沙地下鉄2号線の駅である。

## 駅構造
- 島式ホーム1面

## 駅周辺
- 1A口：大壩咀社区、梅渓湖
- 1B口：麓陽和景小区、箭弓山
- 3号口：航発錦繡家園、湖南航天、長沙市一中岳麓中学
- 4号口：振業城、梅渓湖文化芸術中心、梅渓湖

## 隣の公交車駅
- W115路、W202-1路、W203環行線、219路（2号出入口、3号出入口）